# Quintbach
Der Quintbach ist ein linker Nebenfluss der Mosel und mündet in Trier-Quint.
Er hat eine Länge von 9,5 km und ein Einzugsgebiet von 18,8 km².
Er fließt durch den Meulenwald und speist den Wolfkauler Weiher und den Kaiserhammerweiher.
Fast auf seiner gesamten Länge bildet der Quintbach die westliche Gemarkungsgrenze der Stadt Schweich.
Im Jahre 1023 war der Quintbach die Grenze des großen Kyllwaldes, den Kaiser Heinrich II. dem Erzbischof von Trier als Bannforst schenkte. 
Eine Mahlmühle am Quintbach befand sich im Besitz des Klosters Himmerod.
Kurfürst Balduin gestattete 1309 den Wiederaufbau des kriegszerstörten Anwesens.
1327 werden zwei Mühlen am Quintbach urkundlich erwähnt. 
1683 errichtete Franz Pidoll die Eisenhütte Quint. Er wurde 1714 wird mit dem Namenszusatz "zu Quintbach" geadelt.
Am Quintbach liegt das Quinter Schloss.

## Nebengewässer
Ein rechter Zufluss des Quintbaches ist der 2 km lange Floßbach mit dem Rodter Bach (0,25 km). Linke Zuflüsse sind der Bach am Tangert (Länge 0,93 km), der Meilenborn (Länge 1,08 km) und der Tiefenbach (Länge 1,53 km) mit dem Herkulesbrunnenbach (Länge 0,41 km).